# Le Mur invisible (film, 1947)
Pour les articles homonymes, voir Le Mur invisible.
Pour plus de détails, voir Fiche technique et Distribution.
Le Mur invisible (Gentleman's Agreement) est un film américain réalisé par Elia Kazan sorti en 1947.

## Synopsis
Un journaliste est embauché par un journal libéral new-yorkais et doit faire, à l'initiative du propriétaire, une série d'articles sur l'antisémitisme. Il décide de se faire passer pour juif pendant 8 semaines, période durant laquelle il apprendra les frontières invisibles auxquelles se heurte le citoyen juif américain dans l'ensemble de ses démarches. Le drame se noue également au cœur même du couple qu'il s'apprête à fonder avec la nièce du propriétaire du journal.

## Fiche technique
- Titre français : Le Mur invisible
- Titre original : Gentleman's Agreement
- Réalisation : Elia Kazan

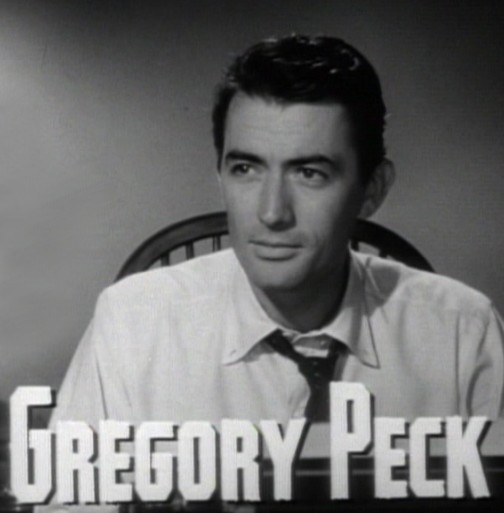
Gregory Peck dans le rôle de Philip Schuyler Green

- Gregory Peck dans le rôle de Philip Schuyler GreenScénario : Moss Hart d'après le roman de Laura Z. Hobson
- Production : Darryl F. Zanuck
- Société de production : 20th Century Fox
- Photographie : Arthur C. Miller
- Musique : Alfred Newman
- Direction artistique : Mark-Lee Kirk et Lyle R. Wheeler
- Décors : Paul S. Fox et Thomas Little
- Costumes : Kay Nelson, Charles Le Maire et Sam Benson
- Montage : Harmon Jones
- Pays de production :  États-Unis
- Langue originale : anglais
- Format : noir et blanc – 35 mm – 1,37:1 – mono (Western Electric Recording)
- Genre : drame
- Durée : 118 minutes
- Dates de sortie :
  - États-Unis : février 1948
  - France : 24 septembre 1948
  - Belgique : 14 juin 1951
- Affiche : Boris Grinsson (France)

## Distribution

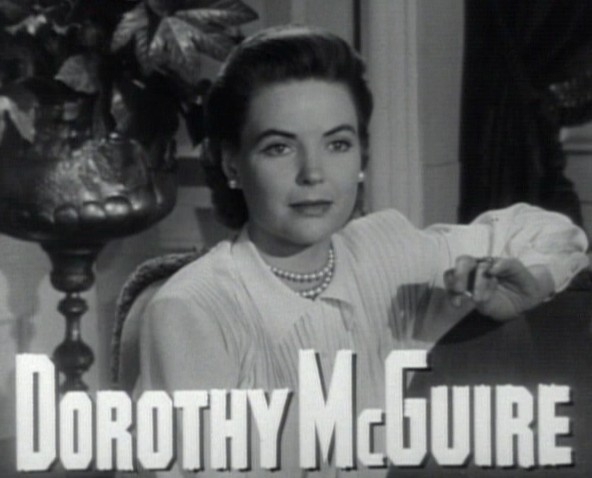
Dorothy McGuire

- Gregory Peck (VF : Marc Valbel) : Philip Schuyler Green
- Dorothy McGuire (VF : Claire Guibert) : Kathy Lacey
- John Garfield (VF : Pierre Leproux) : Dave Goldman
- Celeste Holm (VF : Lita Recio) : Anne Dettrey
- Anne Revere (VF : Camille Fournier) : Mrs. Green
- June Havoc : Elaine Wales
- Albert Dekker (VF : Camille Guérini) : John Minify
- Jane Wyatt : Jane
- Dean Stockwell (VF : Jackie Gencel) : Tommy Green
- Nicholas Joy (VF : Raymond Rognoni) : Dr. Craigie
- Sam Jaffe (VF : Serge Nadaud) : Professeur Fred Lieberman
- Harold Vermilyea : Lou Jordan
- Ransom M. Sherman : Bill Payson

Et, parmi les acteurs non crédités :
- Olive Deering : Première femme
- Morgan Farley : Réceptionniste
- Virginia Gregg : Troisième femme
- Victor Kilian : Olsen
- Kathleen Lockhart : Mme Jessie Minify
- Louise Lorimer : Mlle Miller
- Gene Nelson : Le deuxième ancien GI au restaurant
- Robert Warwick : Irving Weisman
- Jesse White : Employé d'ascenseur

## Commentaires

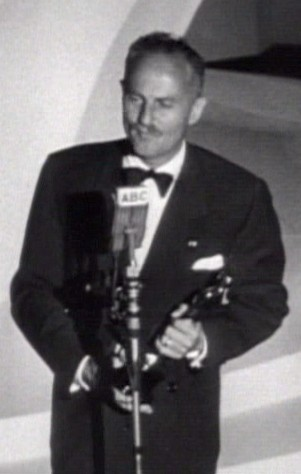
Darryl Zanuck recevant l'Oscar du meilleur film

Le producteur Darryl Zanuck est la principale tête pensante derrière ce film, qu'il a travaillé en détail. Malgré le succès et les prix obtenus par le film, Elia Kazan n'a que peu d'estime pour ce film qu'il ne considère pas vraiment comme le sien : « On aurait dit une illustration pour magazine. Tout le monde y était embelli ». Dès 1949, Zannuck et Kazan collaboreront pourtant à nouveau sur un sujet similaire, en abordant le racisme envers les Noirs dans L'Héritage de la chair.

## Distinctions
- Oscars 1948 : Oscar du meilleur film, Oscar du meilleur réalisateur et Oscar du meilleur second rôle féminin (Celeste Holm)
  - Également nominations pour : Oscar du meilleur acteur (Gregory Peck), Oscar de la meilleure actrice (Dorothy McGuire), Oscar du meilleur second rôle féminin (Anne Revere), Oscar du meilleur montage et Oscar du meilleur scénario
- Golden Globes 1948 : Meilleur film dramatique, meilleur réalisateur, meilleur second rôle féminin (Celeste Holm) et Prix spécial pour Dean Stockwell en tant que meilleur acteur juvénile
- Mostra de Venise 1948 : sélectionné en compétition